# Гореглядов, Владимир Степанович
Владимир Степанович Гореглядов (1915—1945) — Гвардии майор Рабоче-крестьянской Красной Армии, участник Великой Отечественной войны, Герой Советского Союза (1945).

## Биография
Владимир Гореглядов родился 22 апреля (по новому стилю — 5 мая) 1915 года в Краснодаре в семье служащего. Получил неполное среднее образование, с 1935 по 1940 год работал бригадиром совхоза в Феодосии, Крым. Жил на улице Свердлова (ныне — Русская улица) в д. 9 (мемориальная доска). 
28 июля 1940 года Гореглядов был призван на службу в Рабоче-крестьянскую Красную Армию Феодосийским районным военным комиссариатом Крыма. В 1941 году окончил Одесское пехотное училище. С августа того же года — на фронтах Великой Отечественной войны. В 1943 году окончил курсы «Выстрел». К августу 1944 года гвардии капитан Владимир Гореглядов командовал 2-м стрелковым батальоном 170-го гвардейского стрелкового полка 57-й гвардейской стрелковой дивизии 8-й гвардейской армии 1-го Белорусского фронта. Отличился во время форсирования Вислы.
Батальон Гореглядова захватил плацдарм на западном берегу Вислы в районе Магнушева и удержал его, отразив многочисленные вражеские контратаки, что способствовало успешной переправе остальных полковых подразделений.
Указом Президиума Верховного Совета СССР от 24 марта 1945 года за «образцовое выполнение боевых заданий командования на фронте борьбы с немецкими захватчиками и проявленные при этом мужество и героизм» гвардии капитан Владимир Гореглядов был удостоен высокого звания Героя Советского Союза. Орден Ленина и медаль «Золотая Звезда» он получить не успел, так как 3 февраля 1945 года погиб в бою. Похоронен в населённом пункте Райтвайн в 13 километрах к северу от Франкфурта-на-Одере.

## Награды и звания
- Герой Советского Союза.Указ Президиума Верховного Совета СССР от 24 марта 1945 года :
  - Орден Ленина,
  - Медаль «Золотая Звезда».
- Орден Суворова III степени.Приказ Военного совета 1 Белорусского фронта № 404/н от 19 января 1945 года.
- Медаль «За отвагу». Приказ Военного совета 13 армии № 64/н от 20 сентября 1942 года.[1].